# PowerBook 100-serie
De Powerbook 100-serie is een familie van laptops van de Amerikaanse fabrikant Apple die van oktober 1991 tot september 1996 aangeboden werden.

## Geschiedenis
De eerste drie PowerBooks kwamen in oktober 1991 uit: de low-end PowerBook 100, de krachtigere PowerBook 140 en de high-end PowerBook 170, de enige met een actief matrixscherm.
Deze machines veroorzaakten bij hun introductie opschudding in de industrie door hun compacte donkergrijze behuizingen, het gebruik van een trackball en de slimme positionering van het toetsenbord, waardoor er aan weerszijden van het aanwijsapparaat ruimte overbleef om de polsen te laten rusten. Bij pc-laptops was in die tijd het toetsenbord vooraan gemonteerd met een lege ruimte erachter, dus dit was een verrassende innovatie die de standaardindeling van alle latere laptops zou gaan bepalen.
De PowerBook 140 en 170 werden als eerste ontworpen. De PowerBook 100, die door Sony ontworpen werd, was in feite een geminiaturiseerde versie van de Macintosh Portable. De 100 verkocht aanvankelijk niet goed, daar kwam pas verandering in toen Apple de prijs aanzienlijk liet zakken.
De eerste serie PowerBooks was enorm succesvol en vertegenwoordigde 40% van alle laptopverkopen. Apple had het echter moeilijk om nieuwere modellen te introduceren en de concurrentie voor te blijven. Een van de redenen daarvoor waren de oververhittingsproblemen met de 68040. Daardoor zat de PowerBook 100-serie vast aan Motorola-processoren die niet konden concurreren met Intel 80486-gebaseerde pc-laptops die in 1994 op de markt verschenen. Jarenlang werden nieuwe PowerBook- en PowerBook Duo-modellen geïntroduceerd met stapsgewijze verbeteringen, waaronder kleurenschermen, maar halverwege het decennium hadden de meeste andere bedrijven het merendeel van de PowerBook-functies gecopieerd en Apple kon zijn voorsprong niet herwinnen.
De originele PowerBook 100, 140 en 170 werden in 1992 vervangen door respectievelijk de 145, 160 en 180, waarbij de 160 en 180 een video-uitgang hadden waardoor ze een externe monitor konden aansturen. De PowerBook 180 was bijzonder populair vanwege zijn voor die tijd indrukwekkend actief-matrix grijswaardenscherm.
In 1993 was de PowerBook 165c de eerste PowerBook met een kleurenscherm, later gevolgd door de 180c. In 1994 werd het laatste echte model van de 100-serie geïntroduceerd: PowerBook 150, gericht op prijsbewuste consumenten en studenten.
De PowerBook 190, uitgebracht in 1995, vertoont geen gelijkenis met de rest van de PowerBook 100-serie. Het is in feite gewoon een Motorola 68LC040-gebaseerde versie van de PowerBook 5300 en het laatste PowerBook-model dat gebruik maakte van een processor uit de Motorola 68000-familie. De 190 kon ook geüpgraded worden naar een PowerPC-processor.

## Specificaties
Chronologisch gerangschikt op releasedatum.
|                             |                             | PowerBook 100        | PowerBook 140        | PowerBook 170                | PowerBook 145        | PowerBook 160        | PowerBook 180                | PowerBook 165c               | PowerBook 145B       | PowerBook 180c               | PowerBook 165        | PowerBook 150        | PowerBook 190         | PowerBook 190cs       |
| --------------------------- | --------------------------- | -------------------- | -------------------- | ---------------------------- | -------------------- | -------------------- | ---------------------------- | ---------------------------- | -------------------- | ---------------------------- | -------------------- | -------------------- | --------------------- | --------------------- |
| Processor                   | type                        | Motorola 68000       | Motorola 68030       | Motorola 68030 met 68882 FPU | Motorola 68030       | Motorola 68030       | Motorola 68030 met 68882 FPU | Motorola 68030 met 68882 FPU | Motorola 68030       | Motorola 68030 met 68882 FPU | Motorola 68030       | Motorola 68030       | Motorola 68LC040      | Motorola 68LC040      |
| Processor                   | snelheid                    | 16 MHz               | 16 MHz               | 25 MHz                       | 25 MHz               | 25 MHz               | 33 MHz                       | 33 MHz                       | 25 MHz               | 33 MHz                       | 33 MHz               | 33 MHz               | 33 MHz ("66 MHz")     | 33 MHz ("66 MHz")     |
| ROM-grootte                 | ROM-grootte                 | 256 kB               | 1 MB                 | 1 MB                         | 1 MB                 | 1 MB                 | 1 MB                         | 1 MB                         | 1 MB                 | 1 MB                         | 1 MB                 | 1 MB                 | 2 MB                  | 2 MB                  |
| Databus                     | Databus                     | 16-bit               | 32-bit               | 32-bit                       | 32-bit               | 32-bit               | 32-bit                       | 32-bit                       | 32-bit               | 32-bit                       | 32-bit               | 32-bit               | 32-bit                | 32-bit                |
| RAM-type                    | RAM-type                    | 100 ns PSRAM-kaart   | 100 ns PSRAM-kaart   | 100 ns PSRAM-kaart           | 100 ns PSRAM-kaart   | 85 ns DRAM-kaart     | 85 ns DRAM-kaart             | 85 ns DRAM-kaart             | 100 ns PSRAM-kaart   | 85 ns DRAM-kaart             | 85 ns DRAM-kaart     | 70 ns DRAM-kaart     | 70 ns DRAM-kaart      | 70 ns DRAM-kaart      |
| RAM-geheugen                | standaard                   | 2 MB                 | 2 MB                 | 4 MB                         | 2 MB                 | 4 MB                 | 4 MB                         | 4 MB                         | 4 MB                 | 4 MB                         | 4 MB                 | 4 MB                 | 4 MB                  | 4 MB                  |
| RAM-geheugen                | maximum                     | 8 MB                 | 8 MB                 | 8 MB                         | 8 MB                 | 14 MB                | 14 MB                        | 14 MB                        | 8 MB                 | 14 MB                        | 14 MB                | 36 MB                | 40 MB                 | 40 MB                 |
| Beeldscherm                 | grootte                     | 23 cm (9-inch)       | 25 cm (9,8-inch)     | 25 cm (9,8-inch)             | 25 cm (9,8-inch)     | 25 cm (9,8-inch)     | 25 cm (9,8-inch)             | 23 cm (8,9-inch)             | 25 cm (9,8-inch)     | 21 cm (8,4-inch)             | 25 cm (9,8-inch)     | 25 cm (9,8-inch)     | 24 cm (9,5-inch)      | 26 cm (10,4-inch)     |
| Beeldscherm                 | kleuren                     | 1-bit monochroom     | 1-bit monochroom     | 1-bit monochroom             | 1-bit monochroom     | 4-bit grijstinten    | 4-bit grijstinten            | 8-bit kleur                  | 1-bit monochroom     | 8-bit kleur                  | 4-bit grijstinten    | 4-bit grijstinten    | 4-bit grijstinten     | 8-bit kleur           |
| Beeldscherm                 | technologie                 | passief matrixscherm | passief matrixscherm | actief matrixscherm          | passief matrixscherm | passief matrixscherm | actief matrixscherm          | passief matrixscherm         | passief matrixscherm | actief matrixscherm          | passief matrixscherm | passief matrixscherm | passief matrixscherm  | actief matrixscherm   |
| Opslag                      | Standaard harde schijf      | 20–40 MB SCSI        | 40–80 MB SCSI        | 40–80 MB SCSI                | 80–160 MB SCSI       | 40–120 MB SCSI       | 80–120 MB SCSI               | 80–160 MB SCSI               | 80–120 MB SCSI       | 80–160 MB SCSI               | 80–160 MB SCSI       | 120–250 MB IDE       | 500 MB IDE            | 500 MB IDE            |
| Opslag                      | standaard diskettestation   | geen                 | 1,44 MB SuperDrive   | 1,44 MB SuperDrive           | 1,44 MB SuperDrive   | 1,44 MB SuperDrive   | 1,44 MB SuperDrive           | 1,44 MB SuperDrive           | 1,44 MB SuperDrive   | 1,44 MB SuperDrive           | 1,44 MB SuperDrive   | 1,44 MB SuperDrive   | 1,44 MB verwijderbaar | 1,44 MB verwijderbaar |
| Uitbreidingssleuven         | Uitbreidingssleuven         | modem                | modem                | modem                        | modem                | modem                | modem                        | modem                        | modem                | modem                        | modem                | modem                | 2× PC Card            | 2× PC Card            |
| Ondersteunde systeemversies | Ondersteunde systeemversies | 6.0.8 - 7.5.5        | 7.0.1 - 7.6.1        | 7.0.1 - 7.5.5                | 7.0.1 - 7.6.1        | 7.1 - 7.6.1          | 7.1 - 7.5.5                  | 7.1 - 7.6.1                  | 7.1 - 7.6.1          | 7.1 - 7.5.5                  | 7.1 - 7.6.1          | 7.1 - 7.6.1          | 7.5.2 - 8.1           | 7.5.2 - 8.1           |
| Afmetingen (h×b×d)          | Afmetingen (h×b×d)          | 4,6 × 27,9 × 21.6 cm | 5,7 x 28,6 x 23,6 cm | 5,7 x 28,6 x 23,6 cm         | 5,7 x 28,6 x 23,6 cm | 5,7 x 28,6 x 23,6 cm | 5,7 x 28,6 x 23,6 cm         | 5,7 x 28,6 x 23,6 cm         | 5,7 x 28,6 x 23,6 cm | 5,7 x 28,6 x 23,6 cm         | 5,7 x 28,6 x 23,6 cm | 5,7 x 28,6 x 23,6 cm | 5,1 x 29,2 x 21,6 cm  | 5,1 x 29,2 x 21,6 cm  |
| Gewicht                     | Gewicht                     | 2,3 kg               | 3,1 kg               | 3,1 kg                       | 3,1 kg               | 3,1 kg               | 3,1 kg                       | 3,2 kg                       | 3,1 kg               | 3,1 kg                       | 3,1 kg               | 3,1 kg               | 2,7 kg                | 2,9 kg                |
| Jaartal                     | Jaartal                     | 10/1991 tot 09/1992  | 10/1991 tot 08/1992  | 10/1991 tot 10/1992          | 08/1992 tot 06/1993  | 10/1992 tot 08/1993  | 10/1992 tot 05/1994          | 02/1993 tot 12/1993          | 06/1993 tot 07/1994  | 06/1993 tot 03/1994          | 08/1993 tot 07/1994  | 07/1994 tot 10/1995  | 08/1995 tot 04/1996   | 08/1995 tot 09/1996   |

## Fotogalerij

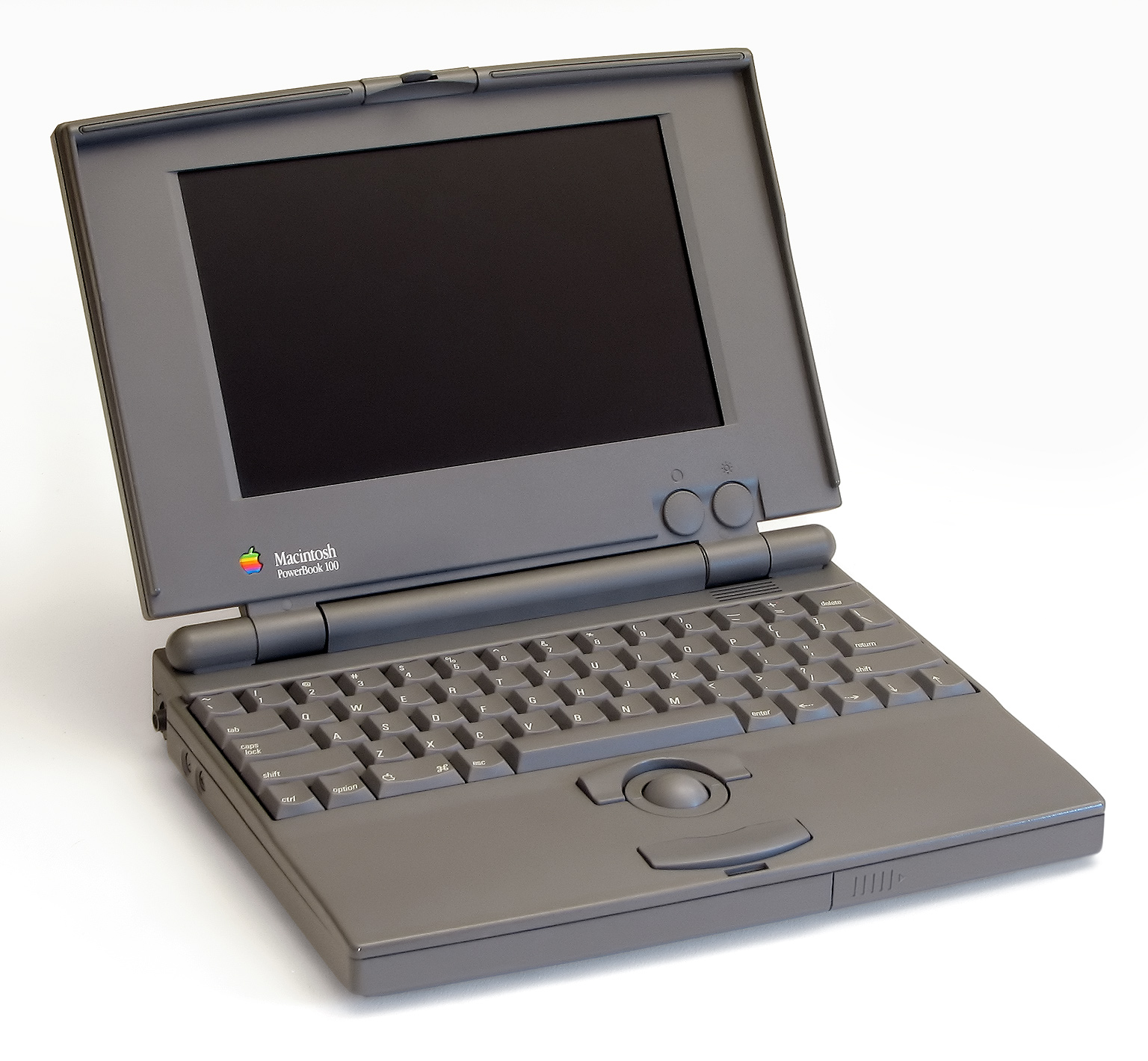
PowerBook 100
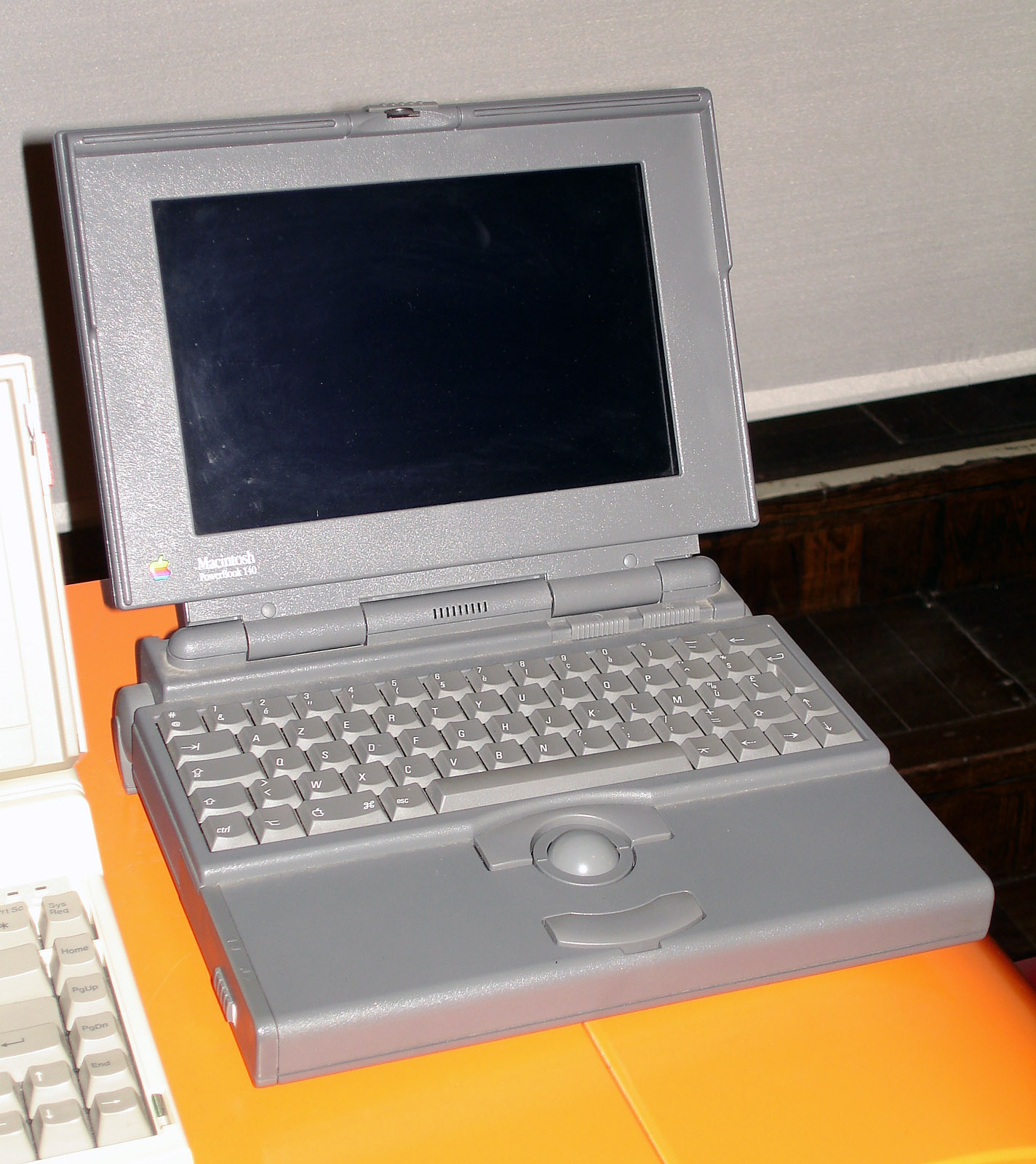
PowerBook 140
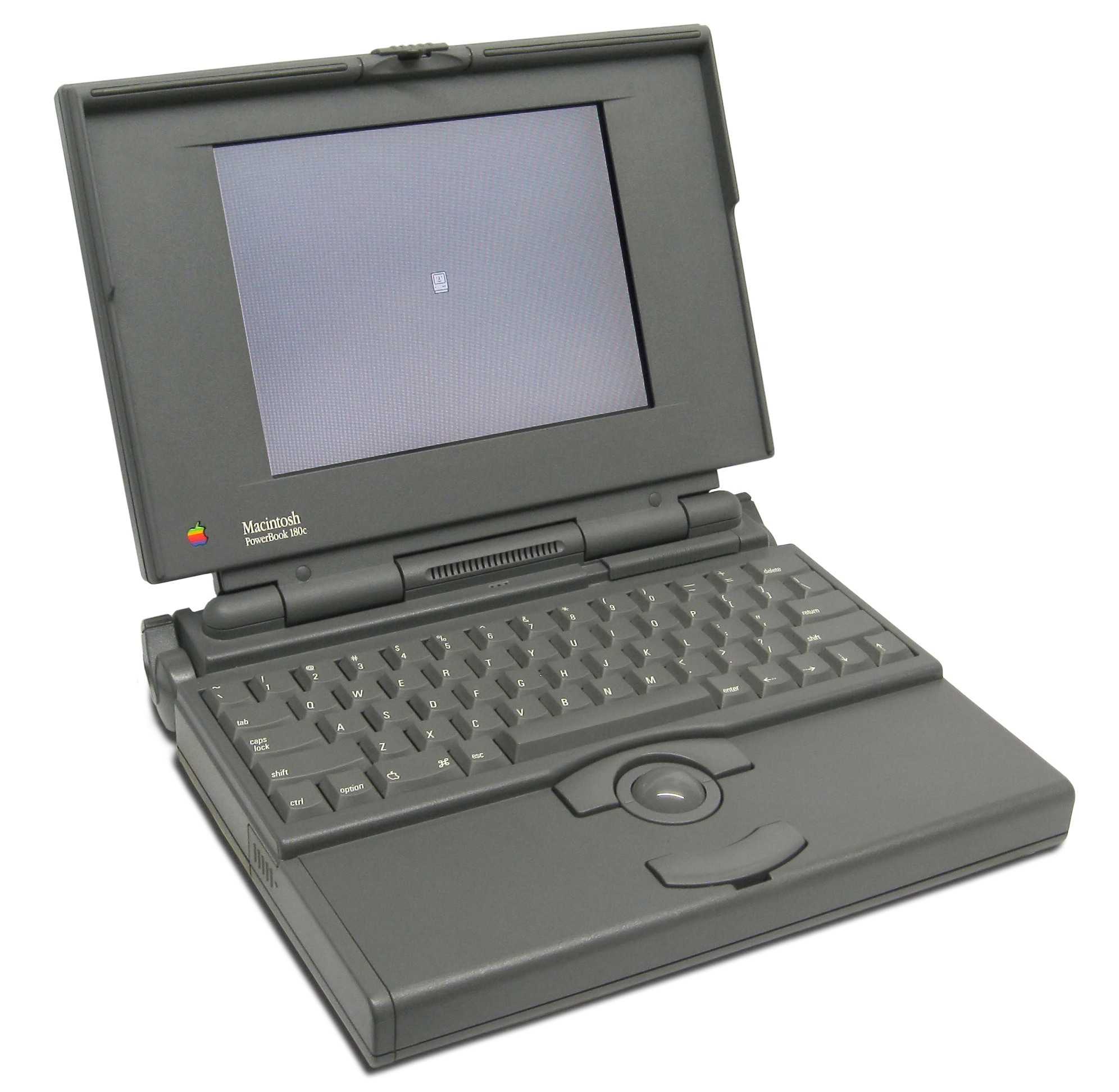
PowerBook 180c
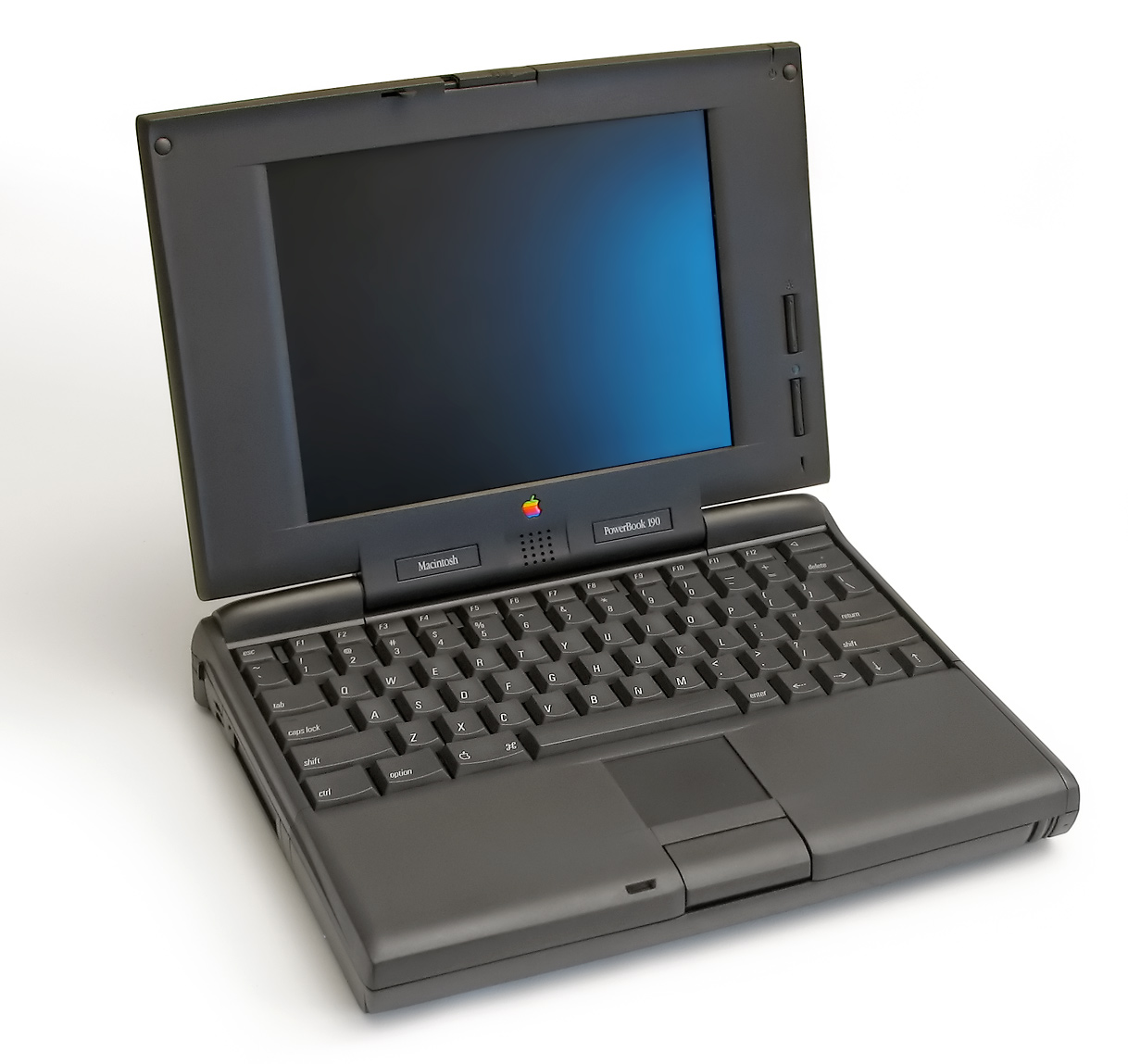
PowerBook 190

Uit productie: 1984: Macintosh 128K, Macintosh 512K · 1985: Macintosh XL · 1986: Macintosh Plus · 1987: Macintosh II, Macintosh SE · 1988: Macintosh IIx · 1989: Macintosh SE/30, Macintosh IIcx, Macintosh IIci, Macintosh Portable · 1990: Macintosh IIfx, Macintosh Classic, Macintosh IIsi, Macintosh LC serie · 1991: Macintosh Quadra 700, Macintosh Quadra 900, Apple PowerBook · Macintosh Classic II · 1992: Macintosh IIvx, Macintosh Quadra 950, PowerBook Duo, Macintosh Performa serie · 1993: Macintosh Centris serie, Macintosh Color Classic, Macintosh TV · Apple Workgroup Server · 1994: Power Macintosh · 1997: Power Macintosh G3, PowerBook G3, Twentieth Anniversary Macintosh · 1998: iMac · 1999: iBook, Power Mac G4 · 2000: Power Mac G4 Cube · 2001: PowerBook G4 · 2002: eMac, iMac G4 · 2003: Xserve, Power Mac G5 · 2004: iMac G5 · 2005: Mac mini · 2006: MacBook · 2015: MacBook (Retina) · 2017: iMac Pro

Huidige modellen: MacBook Air, MacBook Pro, iMac, Mac mini, Mac Studio, Mac Pro